# De hel van Venezuela

De ligging van Venezuela in Zuid-Amerika.

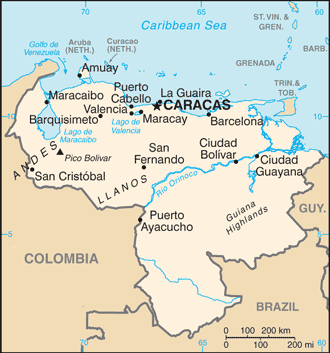
Een overzichtskaart van Venezuela.

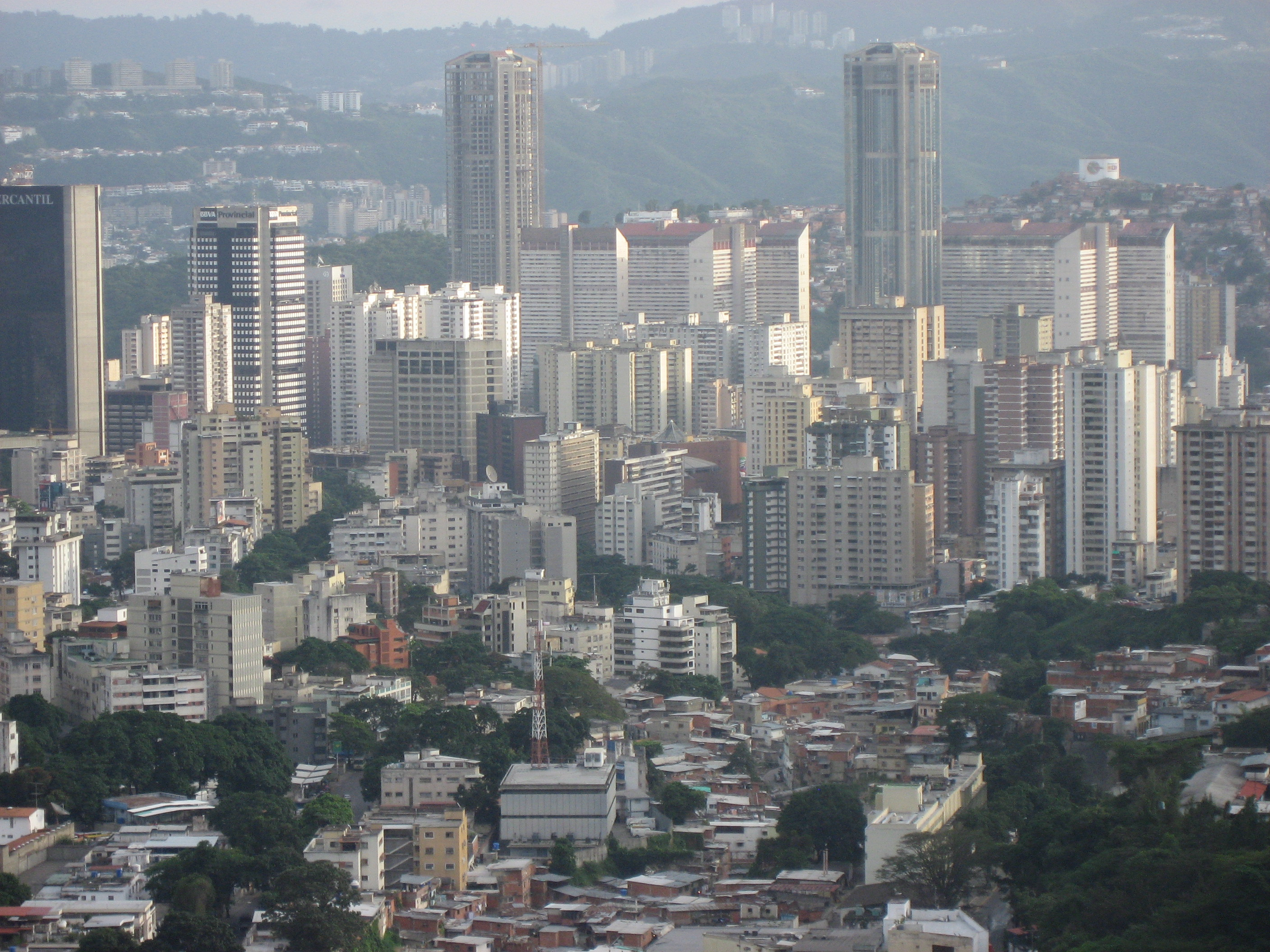
De hoofdstad Caracas.

De districten van de hoofdstad Caracas.

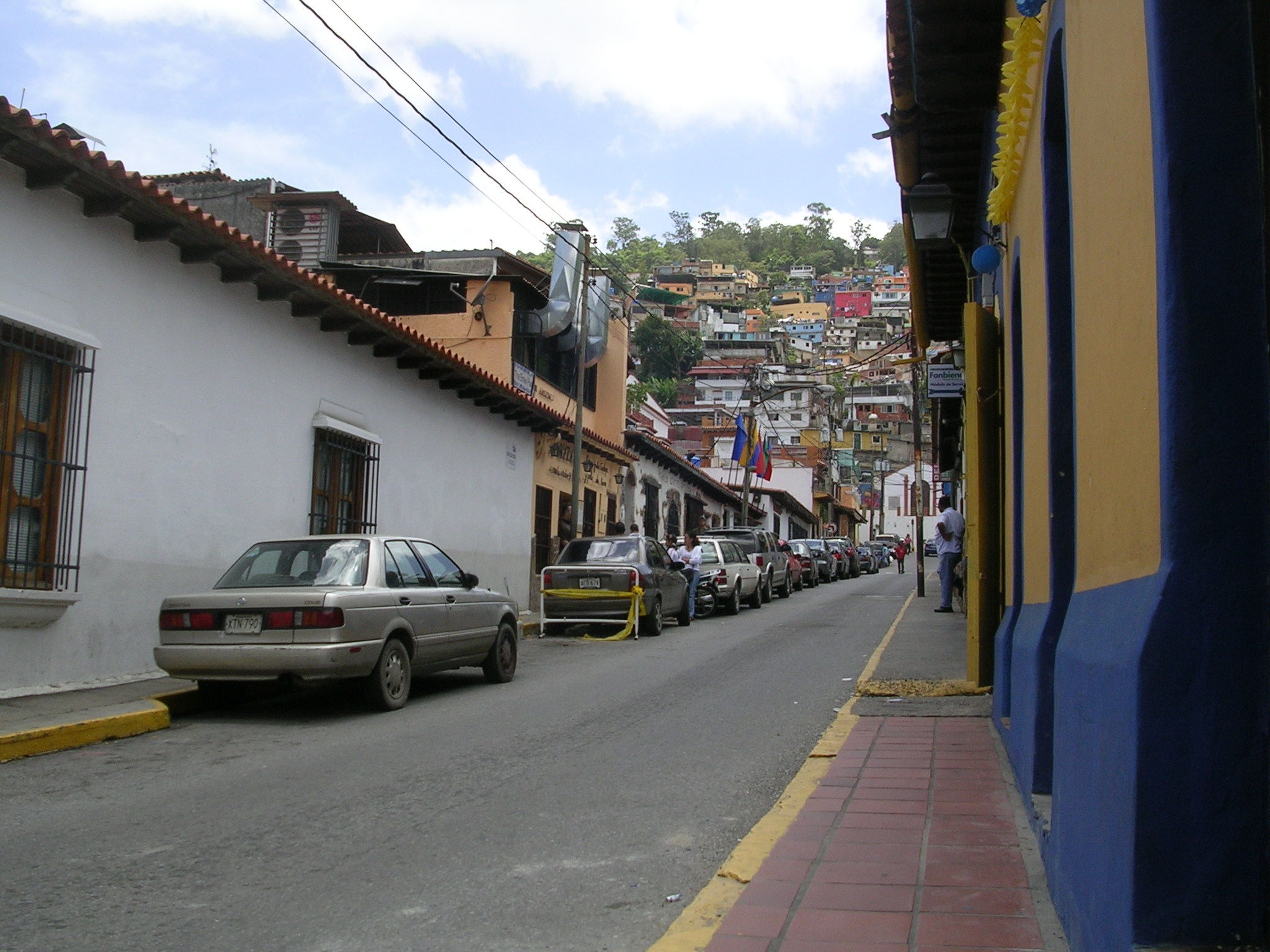
Een traditionele straat in El Hatillo, een deelgemeente van Caracas.

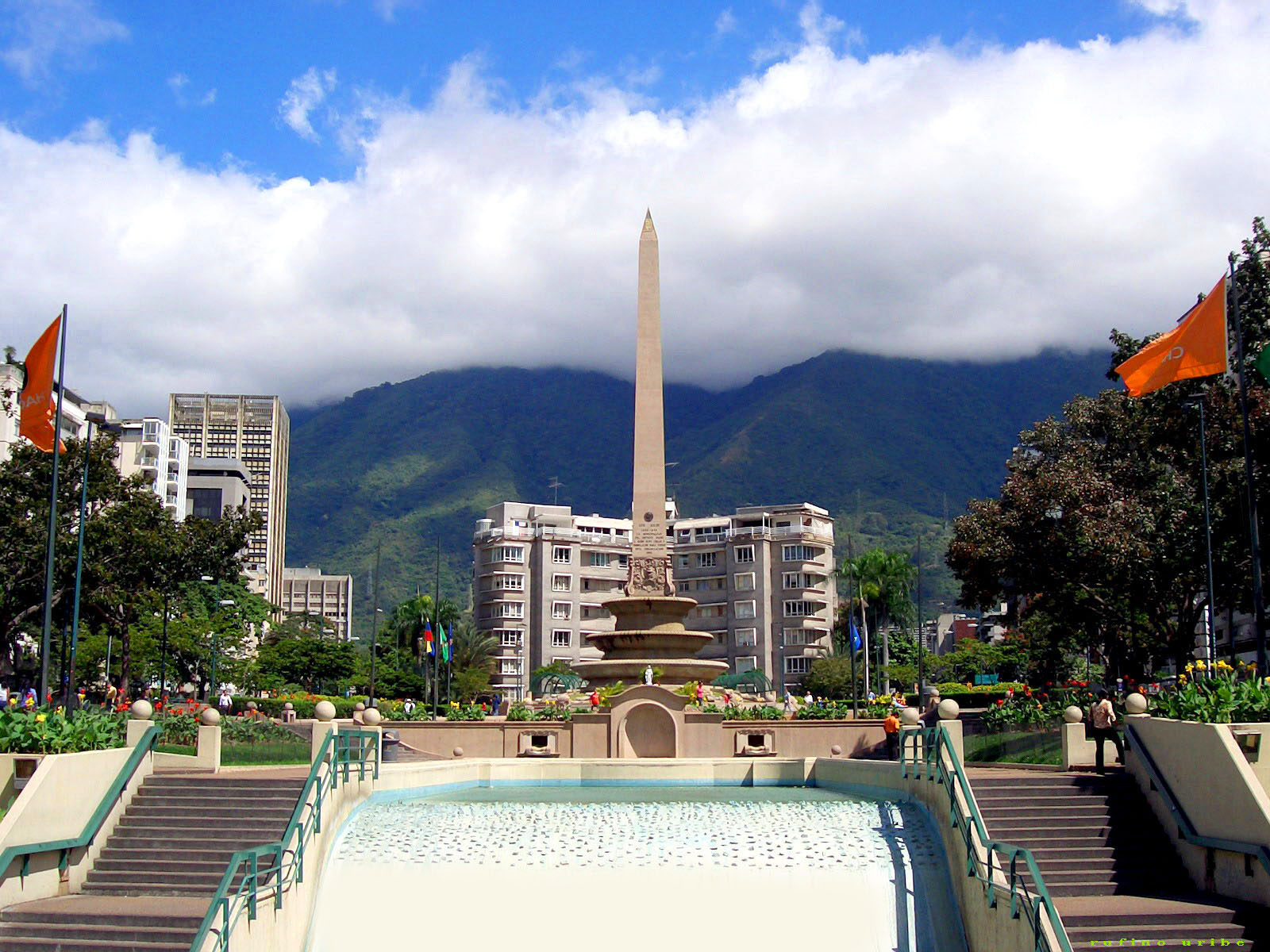
Plaza Francia in Chacao, een deelgemeente binnen de hoofdstad Caracas.

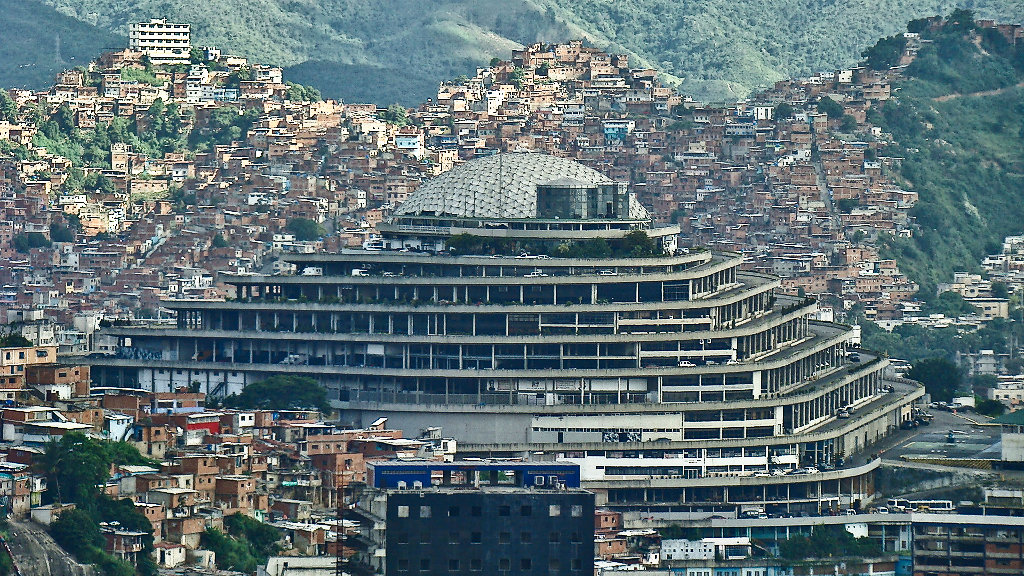
El Helicoide, het hoofdkwartier van de Venezolaanse geheime dienst DISIP.

De hel van Venezuela is een spionageroman van auteur Gérard de Villiers en het 162e deel uit de S.A.S.-reeks met als protagonist de Oostenrijkse prins en freelance CIA-agent Malko Linge.

## Het verhaal
Francisco Cardenas, Marisabel Mendoza en generaal Gustavo Berlusco beramen een aanslag op de Venezolaanse president Hugo Chávez. Bij het eerste overleg is ook de uitgever van het dagblad Tal Qual, Teodoro Molov aanwezig die de bijeenkomst al spoedig verlaat. In zijn krant wordt het gevoerde beleid en Chávez persoonlijk zeer stelselmatig afgevallen en wordt Chávez minachtend als caudillo aangeduid, een scheldwoord in Zuid-Amerika.
De steenrijke industrieel Cardenas met een buitenhuis in Altamira nabij Caracas is de leider van de groep die een grote afkeer van Chávez en zeer vastberaden is Chávez te doden. Een vrijwel onmogelijke opdracht aangezien Chávez nooit langdurig op een plek verblijft en zich verplaatst in een konvooi van identieke auto's en op het allerlaatste moment bepaalt in welke auto hij plaatsneemt. Maar Cardenas beschikt over informatie dat Chávez voornamelijk op het militaire complex Forte Tiuna aan de autosnelweg Caracas-Valencia verblijft.
In het Hay–Adams, een luxueus hotel in Washington D.C. dat gefrequenteerd wordt door senatoren, meestal in het gezelschap van prostituees, hoort Malko van de speciaal adviseur voor Nationale Veiligheid van de president van de Verenigde Staten, Frank Capistrano, dat de Verenigde Staten zich grote zorgen maken omtrent de toestand in Venezuela. Chávez, die sinds 1999 aan de macht is, onderhoudt zeer nauwe banden met Cuba en streeft een totalitair regime na waarin hij alle macht in handen heeft en bij het volk wordt aangeprezen als een Bolivariaanse staat.
Na een mislukte staatsgreep in 2002, die door de Verenigde Staten werd gesteund, keerde Chávez zich tegen de Verenigde Staten en stemde Venezuela in 2005 tegen een door de Amerikanen gedomineerde Vrijhandelszone van de Amerika's en richtte haar pijlen op de Zuid-Amerikaanse tegenhanger de Mercosur, een douane-unie tussen Midden- en Zuid-Amerikaanse landen.
De CIA heeft een internationaal telefoongesprek afgeluisterd waaruit blijkt dat Chávez op de hoogte is van een beraamde aanslag op zijn leven. De financiers achter de aanslag zijn gevluchte Venezolaanse generaals die sinds 1999 in Miami verblijven. De CIA heeft een van de samenzweerders in Caracas kunnen traceren: Marisabel Mendoza.
Aangezien de Verenigde Staten zich niet direct in de zaak wil mengen stuurt de CIA Malko, in het bezit van de Oostenrijkse nationaliteit, naar Caracas om de samenzweerders te waarschuwen.
In Caracas achtervolgt Malko per auto Mendoza naar het winkelcentrum Centro Sambil, waar hij in de ondergrondse parkeergarage overmeesterd wordt door twee belagers, die handelen in opdracht van Mendoza omdat zij ontdekt heeft dat ze werd achtervolgd. Met enige overredingskracht krijgt hij haar uiteindelijk te spreken en wordt hij geblinddoekt naar het verblijf van Cardenas gebracht. Hij deelt hen namens de CIA mee dat Chávez op de hoogte is van de beraamde aanslag en dat er mogelijk verraad is gepleegd. De groep weigert dit echter aan te nemen en beramen een plan om Malko in de val te lokken.
Malko wordt ontvoerd naar de verlaten vlakten van Venezuela, de Los Llanos. Daar wordt Malko gedwongen drugs te transporteren naar Caracas. Hiervan worden filmopnamen gemaakt om Malko en de Amerikanen te compromitteren in het geval de beraamde aanslag op Chávez mocht mislukken. Uit de gemaakte filmbeelden zou duidelijk de betrokkenheid van de Amerikanen blijken. Terug in Caracas weet Malko met behulp van Priscilla Clearwater een bericht door te geven aan de CIA. Het antwoord van de CIA is onomwonden. Malko dient volledige medewerking te verlenen aan de aanslag maar deze op het laatste moment te laten mislukken.
Malko weet de groep alsnog ervan te overtuigen dat Teodoro Molov mogelijk een verrader is en ze ontwikkelen gezamenlijk een plan om deze hypothese te testen. Ze voorzien Molov van valse informatie omtrent de aanslag. Niet veel later blijkt dat de informatie inderdaad door Molov is doorgegeven aan de Venezolaanse autoriteiten, waardoor Cardenas op de vlucht slaat en Mendoza in uiterste paniek bij Malko aanklopt om hulp. In het winkelcentrum Centro San Ignacio ontdekt Malko dat Mendoza geschaduwd wordt door de Venezolaanse geheime dienst DISIP.
Marisabel Mendoza vertelt Malko de details van de aanslag. Cardenas is onder meer eigenaar van meerdere schoonheidsklinieken. Aan klandizie is in Venezuela geen gebrek aangezien schoonheidsoperaties zijn verworden tot een nationale industrie. Vele Venezolaanse meisjes streven het doel na om ooit Miss Venezuela te worden. Cardenas is op de hoogte van de seksuele voorkeur van Chávez. Zoals vele zombo's heeft Chávez een voorkeur voor blonde vrouwen en Cardenas heeft ervoor gezorgd dat een van zijn blonde patiëntes de maîtresse van Chávez is geworden.
Het plan is een autobom tot ontploffing te laten brengen als Chávez onderweg is naar zijn maîtresse, waardoor Chávez gedwongen wordt een vaste reisroute te volgen.
Op het hoofdkwartier van de DISIP op El Helicoide, met de toepasselijke bijnaam “het slakkenhuis”, wordt Malko met behulp van foto's door een gedetacheerde Cubaanse veiligheidsofficier ontmaskerd als geheim agent van de Amerikanen.
Officier van Justitie Jorge Montesinos start een onderzoek naar de samenzweerders en ontdekt dat de industrieel Cardenas hierbij mogelijk betrokken is. Cardenas was ook een van de financiers achter de mislukte staatsgreep in 2002 maar wist zijn vervolging af te kopen door zwijggeld te betalen aan Montesinos. Montesinos zal proberen uit de ontstane situatie opnieuw financieel profijt te behalen.
De Cubanen doen zonder medeweten van de Venezolaanse geheime dienst een poging Malko te ontvoeren omdat zij nog steeds woedend zijn over zijn miraculeuze ontsnapping uit Cuba van enige jaren geleden. Malko wordt tijdig gered door een precisie-actie van de DISIP
Malko, die Cardenas opnieuw ontmoet op de Caracas Country Club in El Hatillo, slaagt er niet in hem te overtuigen van de aanslag af te zien.
Cardenas, die niet langer afgeperst wenst te worden door Officier van Justitie Jorge Montesinos, plaatst een uit plastic explosieven bestaande bom onder de terreinwagen van de officier. Deze aanslag slaagt en wordt breed uitgemeten in de Venezolaanse nieuwsrubrieken en dagbladen. Het nekschot waarmee Teodoro Molov is omgebracht door Raúl Blanco, een bediende van Cardenas, blijft echter onderbelicht.
Nadat het achterhalen van het woonadres van Chávez meest recente blonde maîtresse niets heeft uitgehaald rest Malko slechts een mogelijkheid om de aanslag op Chávez te doen mislukken: het vernietigen of onschadelijk maken van de bomauto.
De bomauto blijkt echter niet meer in een van de garages op finca Daktari te staan. De operatie om Chávez te vermoorden is haar laatste fase ingegaan. Op het terrein van de finca worden Malko en Marisabel Mendoza overmeesterd door generaal Gustavo Berlusco en wordt Malko gedwongen zijn eigen graf te graven.
Met een list weet Mendoza generaal Berlusco te overmeesteren en Malko te redden van een wisse dood.
Dan bereikt Malko het nieuws dat het konvooi van Hugo Chávez en zijn gevolg onderweg is naar zijn maîtresse. Kan Malko de aanslag nog tijdig weten te voorkomen?

## Personages
- Malko Linge, een Oostenrijkse prins en CIA-agent;
- Frank Capistrano, de speciaal adviseur voor Nationale Veiligheid van de president van de Verenigde Staten;
- Francisco Cardenas, een Venezolaanse industrieel en miljardair;
- Gustavo Berlusco, een Venezolaanse generaal;
- Teodoro Molov, een uitgever van een dagblad;
- Marisabel Mendoza, een Venezolaanse grootgrondbezitster;
- Angel Santano, de twee man van de afdeling Operaties van de Venezolaanse geheime dienst DISIP;
- Kolonel Montero Vásquez, een gedetacheerde Cubaan bij de Venezolaanse geheime dienst DISIP en leidinggevende van gestationeerde Cubanen;
- Priscilla Clearwater, de secretaresse van het districtshoofd van de CIA in Caracas en oude bekende en minnares van Malko;
- Mike O'Brady, CIA-agent in Caracas;
- Jorge Montesinos, een Venezolaanse Officier van Justitie.